# Codex Vaticanus 2066
Codex Vaticanus 2066 designado por 046 (Gregory-Aland), α 1070 (von Soden), é um manuscrito uncial grego dos quatro evangelhos, datado pela paleografia como sendo do século X.
Actualmente acha-se no Biblioteca do Vaticano (Gr. 2066) em Roma.

## Descoberta
Contém 35 folhas (27.5 x 19 cm) dos Apocalipse, e foi escrito em uma coluna por página, contendo 35 linhas cada, 36 cartas por linha.
Ele não contém respiração e acentos.

## Texto
O texto grego desse códice é um representante do Texto-tipo Bizantino. Aland colocou-o na Categoria V.
- Apc 1:5

λυσαντι ημας εκ — P18, אc, A, C, 2020, 2081, 2814
λουσαντι ημας απο — P, 046, 94, 1006, 1859, 2042, 2065, 2073, 2138, 2432